# Peter Fonda
Peter Fonda (23. února 1940, New York, USA – 16. srpna 2019 Los Angeles) byl americký herec, proslavil se zejména rolí motorkáře ve filmu Bezstarostná jízda. Dvakrát obdržel cenu Zlatý glóbus a dvakrát byl nominován na Oscara. Byl synem herce Henryho Fondy, bratrem herečky Jane Fondové a otcem herečky Bridget Fondové.

## Život
Narodil se v roce 1940 v New Yorku úspěšnému herci Henrymu Fondovi. Divadlu se věnoval od dětství, které nebylo příliš šťastné – jeho matka spáchala sebevraždu, když mu bylo 10 let. S herectvím začínal v otcově rodném městě v Omaze ve státě Nebraska. Studoval na Nebraské univerzitě a v té době hrál divadlo s místními divadelníky.
Po ukončení školy začínal na newyorské Broadwayi. Zde ale dlouho nesetrval a odešel do hlavního města americké kinematografie, do Hollywoodu. Zde debutoval v roce 1963 ve snímku Tammy and the Doctor. Prvním významnějším filmem jeho kariéry se v roce 1963 stal snímek Vítězové. Během 60. let aktivně protestoval proti vietnamské válce. V Británii se seznámil se skupinou Beatles, začal také experimentovat s drogami, blízké se mu stalo hnutí hippies.
V roce 1969 si zahrál ve svém nejslavnějším filmu Bezstarostná jízda, za nějž byl poprvé nominován na Oscara. Sám natočil také snímek Muž na výpomoc, označovaný někdy jako hippie western. V Česku byl promítán jeho další známý film Vězeňské blues z roku 1977, hrál i v Hazardní hře. Objevily se však problémy s drogami, po nichž se vrátil na výsluní v 90. letech. Druhá nominace na Oscara se dostavila se snímkem Uleeovo zlato z roku 1997.
Peter Fonda také namluvil postavu The Truth v počítačové hře Grand Theft Auto: San Andreas.
V roce 2019 obdržel také cenu za celoživotní dílo na Mezinárodním filmovém festivalu Febiofest v Praze, ze zdravotních důvodů ji však nepřevzal osobně. Zemřel 16. srpna 2019 v Los Angeles ve věku 79 let na rakovinu plic.